# Zwischenbergen, Šentvid ob Glini
Zwischenbergen je naselje v Občini Šentvid ob Glini v Okraju Šentvid ob Glini na Koroškem v Avstriji.